# نبع القريون
نبع القريون من أقدم الينابيع الموجودة في مدينة نابلس، وهو أحد أهم مصادر المياه الطبيعية الموجودة في المدينة شمال الضفة الغربية في فلسطين. يعد النبع من العيون التاريخية والأثرية ذات التدفق الغزير. بعتبر نبع القريون النبع الوحيد الموجود داخل المدينة القديمة، حيث يقع في حارة القريون وسط المدينة القديمة، خلف جامع التينة. ويعد النبع من الأسباب الرئيسية فى اختيار الرومان موقع مدينتهم "نيابوليس".

## الموقع
يقع النبع في حي القريون وسط المدينة القدبمة في  نابلس، ويحيط به عدد من المباني التاريخية. تتدفق مياه النبع من خلال فتحة ضيقة على سفوح جبل جرزيم، التي تحتضن المدينة. تقع الفاتحة على عمق متر واحد تحت مستوى سطح الأرض، ويمتد منها نفق يبدأ شمالا بالبوابة المطلة على ساحة التينة وينتهي جنوبا بساحة العين. والنفق مقطوع بالصخر الطبيعي بطريقة غير منتظمة حيث بنيت جوانبه بواسطة جدران حجرية، وينتهي النفق بكهف صغير تتدفق المياه من أرضيته ومن الصدوع الصخرية أسفل واجهته الجنوبية، أما الامتداد الشمالي للنفق فلا يزال قائماً بامتداد يصل الى 100م حيث يصل الى نهاية مغلقة بفعل الانهيارات. عرض هذا النفق حوالي 80 سم وارتفاعه يصل الى حوالي 150 سم.

## خصائص النبع
تظهر القياسات الموسمية لتدفق مياه النبع تباينا ملحوظا بين الفصول:
- في فصل الشتاء: يصل تدفق النبع خلال موسم الشتاء إلى حوالي 140 مترا مكعبا فى الساعة. يتم ضخ الفائض من النبع فى فصل الشتاء على الخزانات ثم توزع على بقية أنحاء المدينة.
- في فصل الربيع: يرتفع منسوب النبع إلى حوالي 2.334 متر [مبهم] مكعب خلال الموسم.
- فى الصيف: ينخفض منسوب النبع الى 35 مترا مكعبا في الساعة خلال موسم الصيف.
- فى الخريف: يسجل التدفق نحو 833 متر مكعب خلال الموسم.

وتعتبر هذه المعدلات أعلى من معدلات تدفق العديد من الآبار الارتوازية العميقة، مما يبرز غزارة هذا النبع وخصائصه الطبيعية الفريدة، ونقاء وعذوبة مياهه. يقدر عدد الينابيع الموجودة فى مرتفعات نابلس بحوالى 53 نبعا منها: نبع عين العسل، نبع رأس العين، نبع القريون، نبع عين بيت الماء، نبع عين دفنه. أما الآبار التى تزود المدينة بالمياه فهي ستة آبار: بئر الفارعة، بئر سبسطية، بئر روجيب، بئر اودلا، بئر دير شرف، بئر الباذان. أما عن العيون الموجودة فى المدينة فهناك العشرات منها: عين الست، عين الكأس، عين حسين، عين ميرة، عين الخضر، عين الصلاحي، عين السكر، عين الصبيان، عين الساطور، عين العجيبة، عين بدران، عين التوباني، عين بير الدولاب، عين التوتة بالإضافة إلى سبل المياه مثل سبيل الغزاوي وسبيل الخضر وسبيل السلقية وسبيل الساطور. وتشير الدراسات إلى أن إجمالي إنتاج المياه من جميع المصادر فى المدينة يقدر بحوالي 1,823,592 مترا مكعب سنويا.

## مشاريع الترميم
خضع النبع ومرافقه للعديد من الترميمات، بداية من عام 1937 عندما وافقت حكومة الانتداب البريطاني على إقامة شبكة جديدة لتوزيع المياه، وذلك عن طريق إقامة مضخات للمياه في مركز قديم تابع للشرطة العثمانية، والذي يجري فيه تعقيم المياه بالكلور وضخها إلى الخزانات ومن ثم إلى المواطنين. أجري ترمبم للرواق العثماني المرتبط بالنبع، والذي لا يزال قائما حتى الآن، كما تم تعديل شبكة الأنابيب لتحسين التوصيل إلى محطة ضخ القريون من الجهة الشمالية.